# شداده
شداده یا شدادی شهری نفت‌خیز در استان حسکه در شمال‌شرقی سوریه است. شداده در جنوب شهر حسکه قرار دارد.
در ادامه جنگ داخلی سوریه، پیکارجویان اسلام‌گرای عضو جبهه النصره، موفق شدند تا در تاریخ ۱۴ فوریه ۲۰۱۳ میلادی، کنترل شهر شداده را از دست نیروهای دولتی درآورند.اما بعدها این شهر به دست داعش افتاد.
و در نهایت نیروهای دمکراتیک سوریه در تاریخ ۲۰ فوریه ۲۰۱۶ این شهر را به تصرف خود درآوردند.

## خصوصیات
الشدادة ۱۵٬۸۰۶ نفر جمعیت دارد.